# Provinz Zaire
Zaire ist eine Provinz des afrikanischen Staates Angola. Die Provinz liegt im Nordwesten des Landes, an der Grenze zur Demokratischen Republik Kongo, dem früheren Staat Zaire.

## Geografie
Die Provinz Zaire erstreckt sich an der Atlantikküste nördlich von Luanda zwischen den Flüssen Loge im Süden und der Kongomündung im Norden. Sie reicht etwa 300 km ins Landesinnere hinein.
Die Hauptstadt M’Banza Kongo liegt im hügeligen Landesinneren der Provinz. Weitere Städte sind Soyo an der Kongomündung, heute ein Zentrum der Erdölförderung, Tomboco in der Mitte der Provinz, N’Zeto an der Mündung des Mbridge in den Atlantik und Noqui gegenüber der kongolesischen Grenzstadt Matadi.

## Verwaltung
Die Provinz Zaire hat eine Fläche von 40.130 km². Hauptstadt der Provinz ist M’banza Kongo, das unter der Kolonialverwaltung den portugiesischen Namen São Salvador do Congo trug.
Die Provinz ist in sechs Kreise (Municípios) gegliedert, die sich weiter in 37 Gemeinden (Comunas) strukturieren.
Die Kreise der Provinz Zaire:
- Cuimba
- M'banza Congo
- Noqui
- N’Zeto
- Soyo
- Tomboco

## Bevölkerung
In der Provinz Zaire leben rund 700.000 Einwohner (Schätzung 2019). Die Volkszählung 2014 ergab 594.428 Einwohner. Die Bevölkerung gehört fast ausnahmslos zur Ethnie der Bakongo. Die Provinz Zaire war deswegen in den 1960er bis 1980er Jahren eine Hochburg der FNLA. Diese inzwischen auf nationaler Ebene kleine Oppositionspartei hat dort auch heute noch einen höheren Stimmenanteil als im übrigen Land.

## Wirtschaft
- Erdölförderung
- Bergbau: Phosphate, Eisen-, Blei- und Zinkerze
- Landwirtschaft: Cashew-Nüsse, Zitrusfrüchte, Kaffee, Palmöl, Ananas, Erdnüsse, Reis, Soja
- Viehhaltung
- Fischfang
- Produktion von Baumaterialien